# Vlag van Pecq
De vlag van Pecq is bevestigd door het gemeentebestuur als de vlag van de Henegouwse gemeente Pecq. De vlag kan als volgt worden beschreven:
Twee even lange banen van rood en van wit.
De kleuren van de vlag zijn afkomstig uit de vlag van de voormalige Baronie van Pecq.
De Raad van Heraldiek en Vexillologie (Frans: Conseil d’héraldique et de vexillologie) stelde een vlag met wit met een rode andreaskruis en een wit schild met een blauwe rand in het bovenste kwart. Dit is de vlag van de voormalige Baronie van Pecq, met het wapen van de Wavrin de Villers-au-Tertre als schild.

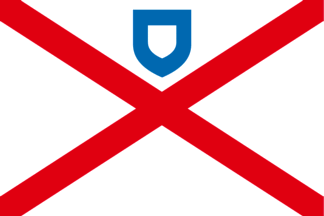
Vlagontwerp van de Raad van Heraldiek en Vexillologie
Wapen van de familie de Wavrin en van de Franse gemeente Wavrin